# Remparts de Ploërmel
Les remparts de Ploërmel sont les vestiges des fortifications d'agglomération de la ville de Ploërmel, dans le département français du Morbihan.

## Localisation
Les éléments subsistants des remparts sont situés rue Mystringue (tour des Thabors), rue Alphonse-Guérin (tour Bembro) et place Sénéchal-Perret.

## Historique
Une première enceinte est érigée sous le règne du seigneur Eudes de Porhoët dans les années 1030. Ce travail de construction est poursuivi et complété par son fils Eudon. Probablement ruinée au début du siècle suivant, les fortifications sont reconstruites sous le règne du duc Geoffroy II, en 1175. L'enceinte subit de nombreuses dégradations au cours des guerres des XVe et XVIe siècles, dont le dernier siège se déroule en 1594.
Déjà utilisés comme carrière de pierres par les riverains du fait de la paix continue que connaît alors la province de Bretagne, le gouverneur Emmanuel-Armand de Vignerot du Plessis prend un édit décidant de la démolition des murailles de la ville en 1754. Les fortifications sont ainsi progressivement presque entièrement démantelées aux XVIIIe et XIXe siècles.
La tour des Thabors et sa courtine, les façades sur la rue Alphonse-Guérin de la tour Bembro et les façades donnant sur la place Sénéchal-Perret sont inscrites au titre des monuments historiques par arrêté du 8 août 1995.

## Architecture
L'enceinte affectait au Moyen Âge une forme de fer à cheval et enserrait une superficie urbaine d'environ 2 ha. 12 tours en quadrillaient le périmètre : 6 tours d'angle auxquelles s'ajoutent 6 tours accolées par deux pour protéger les portes. Les murs, crénelés et précédés de profondes douves, sont élevés en pierres plates sur une épaisseur d'environ 2,5 à 3 m.

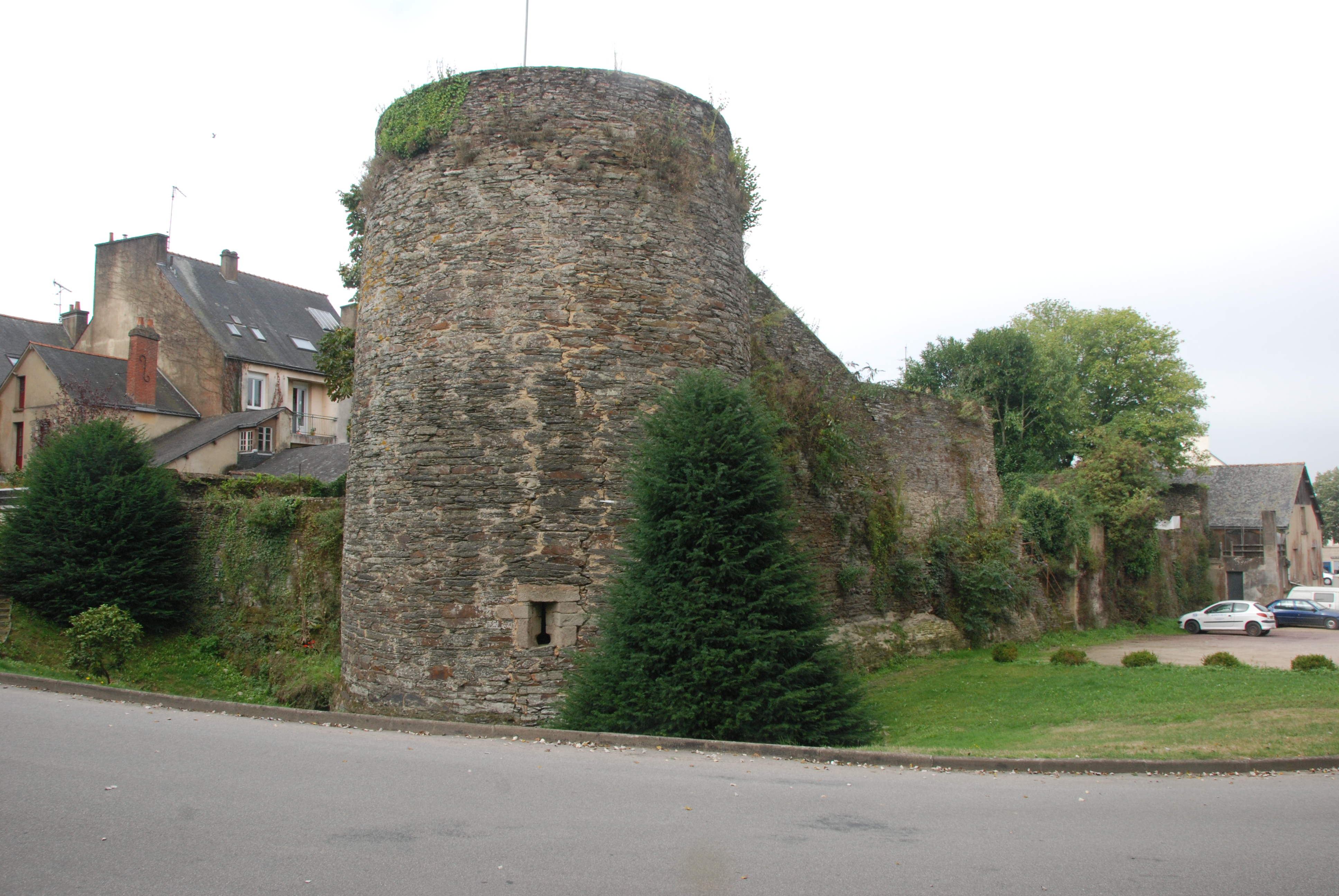
Tour des Thabors.
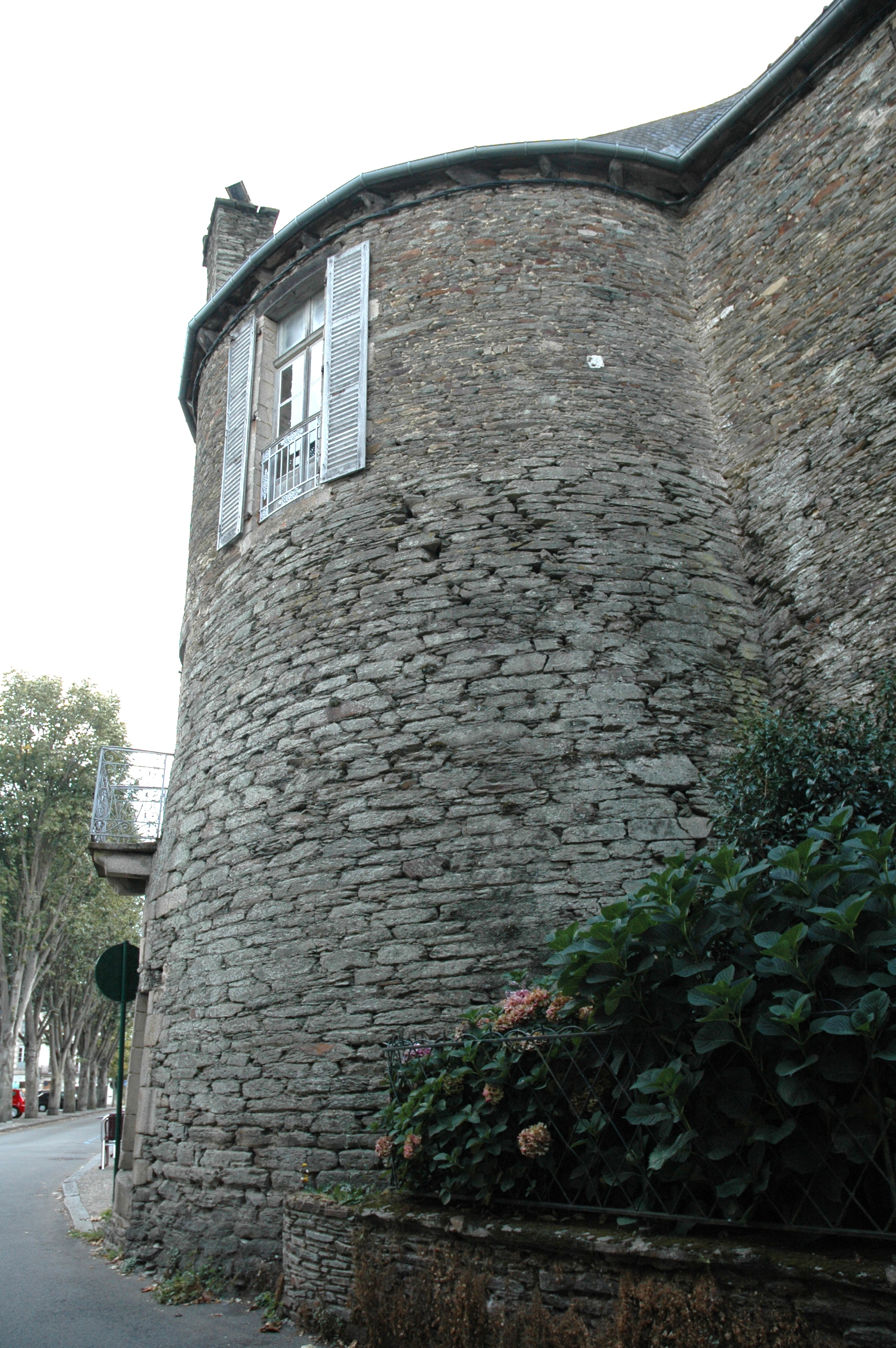
Tour Bembro.
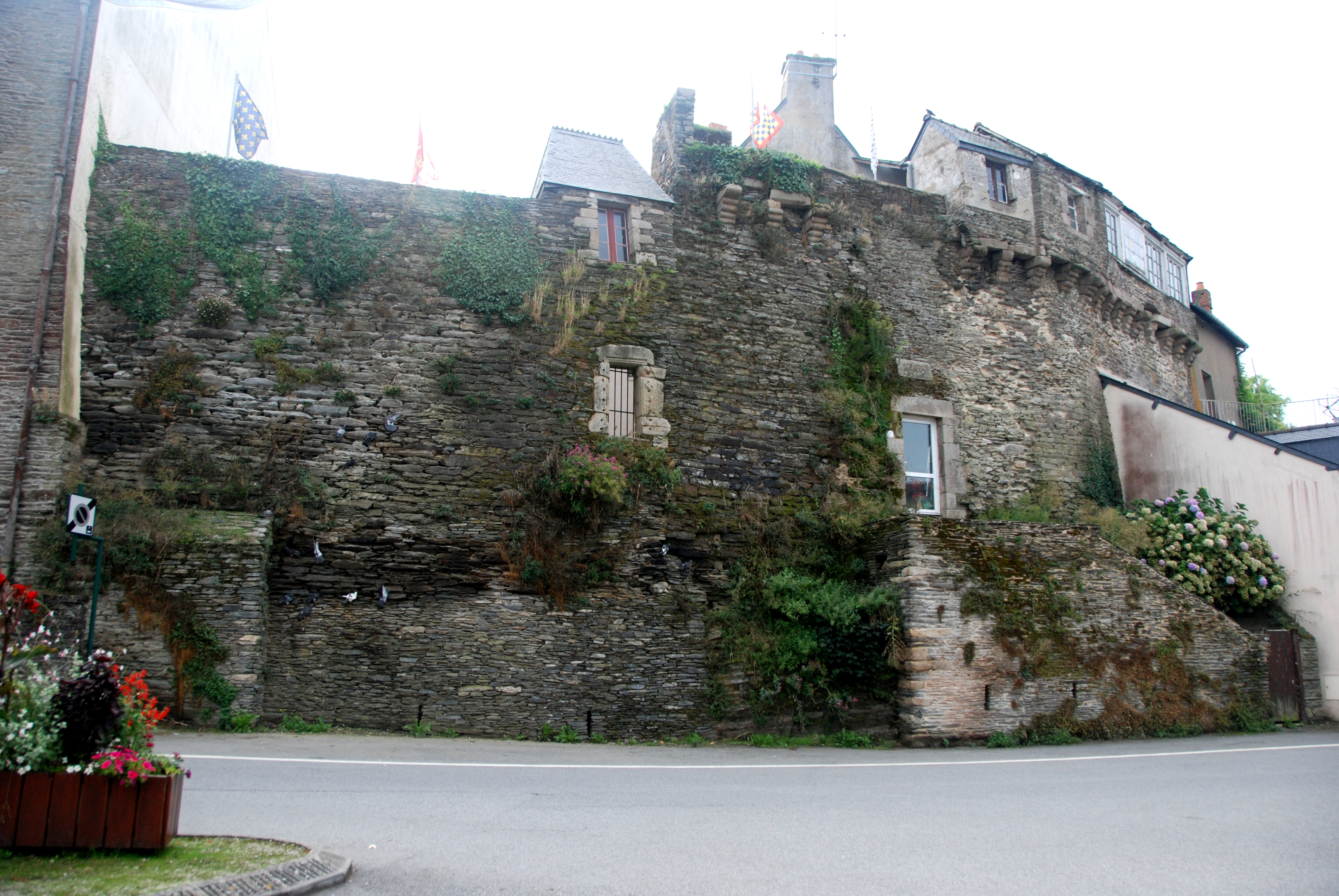
Façades, place Sénéchal-Perret.